# وارن جویس
وارن گارتون جویس (به انگلیسی: Warren Garton Joyce) (زاده ۲۰ ژانویه ۱۹۴۵) بازیکن سابق فوتبال اهل انگلستان است که هم‌اکنون به مربیگری مشغول شده‌است.